# 太田英明のP!ck Up ★ STATION
太田英明のP!ck Up ★ STATION（おおたひであきのぴっくあっぷすてーしょん）は、文化放送で放送されていたラジオ番組。2004年10月のスタート時からシンガーソングライターのハマモトヒロユキがパーソナリティーを務めていたが、2007年9月で降板。同年10月からは太田英明アナウンサーがパーソナリティーを務めている。
2008年4月9日からは新たにCOONが加わって番組タイトルも「太田英明とCOONのP!ck Up ★ STATION」とリニューアルされている。

## 放送時間
- 毎週水曜日 26:00 - 26:45

2006年9月27日までは26:00 - 27:00、2006年10月4日から2007年9月26日までは26:00 - 26:30の放送だった。この前身番組は2004年のナイターオフの日曜に20:00 - 20:30に放送していた番組が曜日移動・拡大で放送されたプログラムがきっかけである（日本シリーズやパ・リーグのプレーオフ・セ・リーグの開幕戦で休止になることが多かった）。また「雷電キネマ」第1弾作品の押井守シアター ケルベロス鋼鉄の猟犬を2006年5月から同年9月までは毎月1回、最終水曜日の26:35 - 27:00に放送しており一時期は放送時間が短縮されていた。

## パーソナリティ
- 太田英明（文化放送アナウンサー）
- COON（ミュージシャン:2008年4月9日～）

## 番組概要
ベテランから新人まで、様々なアーティストをゲストに呼び、トークを展開する。

### 内包番組
「マエセツ YK型」
- パーソナリティ 吉田照美、小島嵩弘
  - 2008年5月7日・7月23日は臨時ニュースが放送されてこのコーナーがカットされた。また、2008年4月2日は放送時間を変更して26:31 - 26:44だった。テーマ曲には吉田照美の絵本「バルサの翼」に封入されていた同名曲の「バルサの翼」（作詞=吉田照美&小島嵩弘　作曲=井上陽水　歌=YK型）が使われていた。